# Ophiotrichidae
Ophiotrichidae è una famiglia di Echinodermata.

## Generi
- Lissophiothrix H.L. Clark, 1938
- Macrophiothrix H.L. Clark, 1938
- Ophioaethiops Brock, 1888
- Ophiocampsis Duncan, 1887
- Ophiocnemis Müller & Troschel, 1842
- Ophiogymna Ljungman, 1866
- OphiolophusMarktanner-Turneretscher, 1887
- OphiomazaLyman, 1871
- OphiophthiriusDöderlein, 1898
- OphiopsammiumLyman, 1874
- Ophiopteron Ludwig, 1888
- Ophiothela Verrill, 1867
- OphiothrichoidesDelage & Hérouard, 1903
- Ophiothrix Müller & Troschel, 1840
- Ophiotrichoides Ludwig, 1882